# Reconnaissance des unions entre personnes de même sexe au Chili

Situation de la reconnaissance des unions homosexuelles en Amérique du Sud
Mariage.
Union civile.
Pays sous le coup d'un jugement de la CIDH
Pas de reconnaissance ou sans info.
Pas de reconnaissance et mariage interdit.
Homosexualité illégale, mais pas appliqué.

La législation au Chili reconnaît officiellement la relation entre des personnes de même sexe via l'union civile et le mariage.
Depuis 2003, diverses propositions ont été présentées par des membres du Congrès pour reconnaître les couples de même sexe, que ce soit via l'union civile ou via l'extension du mariage civil à ce type de familles. Cependant, des secteurs de l'Église catholique, groupes évangéliques et beaucoup de membres du Congrès ont manifesté leur opposition à toute reconnaissance des unions entre personnes de même sexe.
Bien que les principaux candidats présidentiels aux élections de 2006 et 2010 aient manifesté leur soutien à la reconnaissance des couples homosexuels, ce n'est qu'en 2011 que le projet de loi créant l'Accord de Vie en Couple (Acuerdo de Vida en Pareja, AVP) a été présenté par le gouvernement de Sebastián Piñera. Ce projet de loi a été approuvé en janvier 2015 par la création de l'Accord d'Union Civile, auquel peuvent souscrire tous les couples (homosexuels comme hétérosexuels), et qui reconnaît les familles homoparentales mais avec quelques distinctions par rapport aux familles hétéroparentales. Cette loi est promulguée le 13 avril 2015.
En 2021, la loi légalisant le mariage homosexuel est votée puis promulguée : le projet de loi sur le mariage entre personnes de même sexe avait été présenté par Michelle Bachelet Jeria en août 2017 au Congrès et  en juin 2021, Sebastián Piñera envoie le projet de loi au Sénat avec l'indication d'« extrême urgence ». La loi entre en application le 10 mars 2022 et les premiers mariages ont lieu le jour même.

## Législation

### Antécédents
Le premier projet qui vis à reconnaître les couples de personnes de même sexe est présenté en 2003. Le projet de loi pour la «promotion de la non-discrimination et Contrat d'Union Civile entre des personnes de même sexe» est présenté par des députés de tous les partis avec représentation parlementaire à l'époque, hormis l'Union démocrate indépendante. La proposition n'a pas assez de soutien et est archivée.
Pendant la campagne présidentielle de 2006, les quatre candidats se disent favorables à une reconnaissance des couples de même sexe ; Michelle Bachelet, Sebastián Piñera et Joaquín Lavín proposent un type d'union civile et Tomás Hirsch se prononce pour le mariage pour les couples de même sexe. Après les élections, le gouvernement de Michelle Bachelet ne propose pas de changements en faveur des couples homosexuels, à la différence de certains députés. En 2008, un projet de légalisation du mariage entre personnes du même sexe est présenté par les parlementaires Marco Enríquez-Ominami, Isabel Allende, Alfonso de Urresti, Ramón Farías, Guido Girardi et Adriana Muñoz.
Pendant l'élection présidentielle de 2009, plusieurs membres de la campagne d'Eduardo Frei Ruiz-Tagle comme les députés Fulvio Rossi (PS), María Antonieta Saa (PPD) et Gabriel Silber (DC) présentent un projet de « Pacte d'Union Civile » (PUC), initiative créée par des universitaires de l'Université du Chili et de l'Université Diego Portales. D'autre part, les sénateurs de centre-droit Andrés Allamand (RN) et Andrés Chadwick présentent un projet pour créer l'« Accord de Vie en Commun» (AVC). Bien que le projet reçoivent le soutien de Sebastián Piñera, candidat présidentiel de la Coalition pour le Changement, il fait face à une forte opposition des parlementaires de RN et de la UDI. 

### Union civile

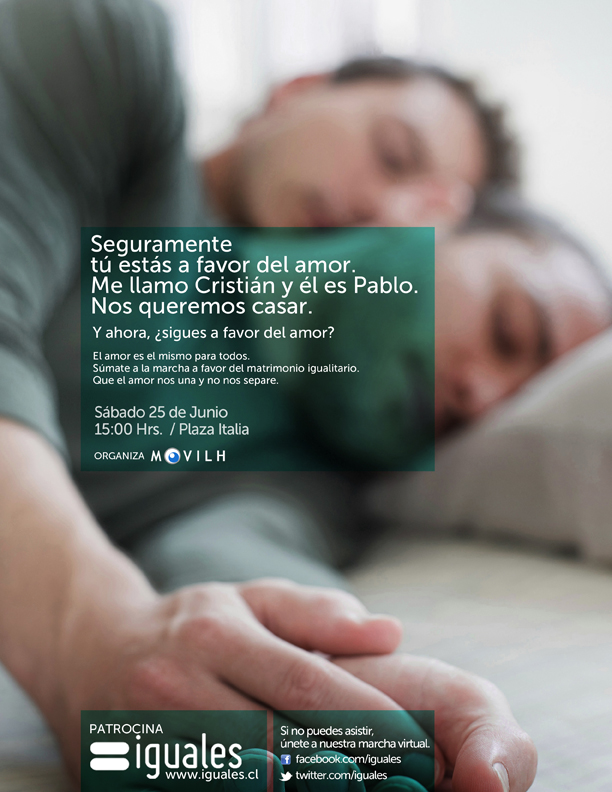
Campagne de la Fondation Iguales et du Mouvement d'intégration et de libération homosexuelle en faveur du mariage entre des personnes de même sexe en Chili.

L'opposition du secteur le plus conservateur de la nouvelle coalition au pouvoir à la reconnaissance des couples homosexuels retarde la présentation d'un projet de loi par l'administration Piñera. Les organisations pour les droits des minorités sexuelles manifestent et exigent que le président tienne sa promesse de campagne. En mai 2011, le président Piñera indique qu'il est favorable à un projet de loi qui légalise une forme d'union civile et que son intention est de « protéger et sauvegarder [...] la dignité des couples, de sexe opposé ou même de même sexe ». En août de la même année, le gouvernement présente un projet de loi pour reconnaître les concubins, ce qui donnerait aux couples de même sexe beaucoup des droits dont bénéficient uniquement les couples mariés, aussi bien pour l'héritage que pour certains bénéfices d'attention médicale,. Des membres de l'union démocrate indépendante présentent un amendement constitutionnel le 11 août 2011, qui vise à définir le mariage comme l'union entre un homme et une femme, pour empêcher la légalisation du mariage homosexuel par le Tribunal Constitutionnel du Chili. La législation proposée par Piñera consiste en la création d'un « Accord de vie en couple » (AVP), qui permettrait aux couples de même sexe de s'enregistrer de manière civile, et d'obtenir la reconnaissance de l'État pour divers effets juridiques. Les avancées administratives sont lentes, et ce n'est qu'en 2013 que le projet est catégorisé en « urgence simple ». Le deuxième gouvernement de Michelle Bachelet Jeria, qui entre en fonction en mars 2014, décide d'attribuer l'« extrême urgence » au projet de loi. Pendant son traitement, le titre du projet de loi est modifié en « Pacte d'Union Civile » puis, postérieurement, en « Accord d'Union Civile ». Le projet de loi est approuvé en janvier 2015 et est promulgué par la présidente Bachelet le 13 avril 2015. La loi entre en vigueur en octobre 2015, et permet de cette façon que les couples homosexuels et hétérosexuels puissent formaliser leur relation.

### Mariage entre personnes de même sexe
Pendant le premier gouvernement de Piñera, en août 2010, le sénateur Fulvio Rossi avait présenté un projet de loi pour permettre le mariage homosexuel dans le pays, projet par la suite archivé.
Le premier mariage gay dans le pays est célébré en septembre 2015 à l'Ambassade du Royaume-Uni à Santiago, entre un citoyen chilien et un britannique, en appliquant la législation maritale britannique sous le principe d'extraterritorialité et avec l'autorisation préalable du Ministère des Relations Extérieures du Chili.
Malgré le fait que le deuxième gouvernement de Michelle Bachelet se soit engagé, dans le cadre de ses promesses de campagne et sous la pression de la demande présentée par des groupes du mouvement LGBT chilien devant la Commission interaméricaine des droits de l'homme, à proposer un projet de loi sur mariage entre des personnes de même sexe pendant le premier semestre de 2017, ce n'est que le 1er juin 2017 durant la présentation des comptes publics présidentiels à Valparaíso que la Présidente Bachelet annonce officiellement le projet de loi pour l'envoyer au Congrès National pendant le deuxième semestre 2017. Le 1er juin 2021 pendant sa dernière présentation des comptes publics, le président Sebastián Piñera annonce qu'il passe le texte en extrême urgence. La loi est promulguée par le président Sebastián Piñera le 9 décembre, celui ci déclarant à cette occasion que la « véritable liberté se construit sur la reconnaissance de chacun en tant qu'égaux en dignité et en droits ». Sa publication au Journal officiel intervient le 10 décembre. La loi entre en vigueur 90 jours après cette dernière, soit le 10 mars 2022,. Les premiers mariages ont lieu le jour même.

## Contestations juridiques
En septembre 2010, trois couples de même sexe, dont un couple déjà marié en Argentine, se présentent à un bureau d'état civil et d'identification pour enregistrer leur mariage. Cependant, la fonctionnaire refuse leur demande puisqu'il ne s'agit pas de couples formés d'un homme et d'une femme. À la suite de cet événement, un recours est présenté devant la Cour d'Appel de Santiago, qui considère que cette situation contrevient au droit à l'égalité consacré par l'article 19, incise 2 de la Constitution Politique de la République. Le président de la Cour d'Appel demande au Tribunal Constitutionnel du Chili de se prononcer à ce sujet.
Le 28 juillet 2011, le Tribunal Constitutionnel reçoit les arguments sur la constitutionnalité de l'article 102 du Code Civil, qui interdit le mariage entre des personnes du même sexe. Enfin, le Tribunal Constitutionnel rejette la demande d'inapplicabilité, confirmant ainsi la constitutionnalité de la réglementation existante.

## Reconnaissance religieuse

### Catholicisme
L'Église catholique chilienne, qui représente la religion majoritaire au Chili, est contre le mariage homosexuel et l'adoption par les couples homosexuels. En 2004, l'archevêque de Santiago, Francisco Javier Errázuriz, indique être d'accord avec la reconnaissance laïque des couples homosexuels mais manifeste son opposition au fait d'étendre le mariage civil à ces couples. Cependant, le Conseil Pastoral de la Diversité Sexuelle, un groupement fondé en 2010 au sein de la communauté de vie chrétienne, réunit des homosexuels catholiques chiliens et leurs familles avec un groupe de religieux et d'experts laïques, reconnaissant et acceptant ainsi la diversité sexuelle à l'intérieur de l'Église.

### Protestantisme
Les églises évangéliques et protestantes établies dans le pays ont une position similaire à celle de l'Église catholique. Certains secteurs (en particulier pentecôtistes) rejettent ouvertement tout type de pratique de caractère homosexuel, et donc tout type de reconnaissance. Cependant il existe certaines exceptions, comme :
- L'église évangélique luthérienne du Chili, qui a une position en faveur des unions entre personnes de même sexe et qui définit le mariage comme « l'amour et l'union entre deux personnes basée sur la confiance et la fidélité mutuelle », sans faire de distinction de sexe[18].
- La Congrégation du Nouvel Esprit de l'église de la communauté métropolitaine du Chili permet le mariage homosexuel et participe régulièrement à des activités et des manifestations en faveur des minorités sexuelles dans le pays[19].

### Judaïsme
Quelques communautés juives chiliennes sont favorables à la réalisation d'un rituel de « bénédiction » pour les couples gays juifs qui vivent ensemble de façon stable. Par ailleurs, Hod Chili est un groupement de chiliens LGBT, juifs pratiquants, qui luttent activement pour l'égalité du droit des homosexuels dans le pays.

## Opinion publique
Malgré l'idée que le Chili est un pays fortement conservateur, l'opinion publique a manifesté un soutien croissant à la reconnaissance des droits des minorités sexuelles.
À l'égard de l'union civile, bien qu'il y ait historiquement moins d'études à ce sujet, la population s'est montrée constamment favorable à son ouverture aux couples de même sexe. Selon le sondage de Cadem réalisé en novembre 2014, 65% de la population chilienne est favorable à l'Accord d'union civile approuvée en janvier de l'année suivante.
Quant à l'ouverture du mariage aux couples de même sexe, les sondages montrent que la part de la population favorable va en augmentant. En 2004, seule 24% de la population se déclare favorable au mariage homosexuel, mais en 2009 ce pourcentage passe à 33,2% (et 26,5% de soutien à l'adoption par des couples de même sexe). L'enquête LAPOP 2010 pour le Chili a montré un soutien favorable de 38% des sondés. Le soutien est plus important parmi les femmes, où il arrive à 42%, alors qu'il est de 34% pour les hommes. Des différences significatives sont observées selon les niveaux socio-économiques (53% de la classe supérieure et 33% des classes populaires sont favorables au mariage homosexuel) et selon les niveaux d'études (48% des personnes ayant un diplôme universitaire contre 26% des personnes n'ayant reçu qu'une éducation primaire). À Santiago, 41% des sondés se disent favorables au mariage homosexuel en 2011, soit plus que la moyenne nationale.
Les plus jeunes générations sont davantage favorables au mariage entre personne de même sexe : d'après l'Institut National de la Jeunesse, en 2009 56% des jeunes entre 15 et 29 ans était favorables au mariage homosexuel et 51,3% à l'adoption par des couples homosexuels. Cinq ans plus tard, selon une étude réalisée au sein de la même classe d'âge, qui porte sur différents aspects de la diversité sexuelle et sa relation avec la jeunesse, 70% des jeunes se montrent favorable au mariage entre personnes de même sexe, et 29% en désaccord. Comme dans le reste de la population, les femmes y sont plus favorables que les hommes (75% vs 65%) les classes supérieures y sont plus favorables que les classes populaires (73% vs 64%) et les habitants de Santiago y sont plus favorables que ceux habitant dans le reste du pays (72% vs 68%). Par rapport à l'union civile (appelé Accord de vie en couple lors de l'enquête) 79% des sondés sont favorables et seulement 19% sont défavorables à l'initiative.
L'enquête de Cadem réalisée en novembre 2014 montré que 55% des chiliens sont en faveur du mariage entre personne de même sexe. Ce pourcentage augmente à 60% en septembre 2015, lors d'un nouveau sondage réalisé par Cadem, et 36% des personnes interrogées sont contre. Pour son édition du 6 juin 2021, après que le président Sebastián Piñera ait envoyé le projet de loi sur mariage égalitaire au Sénat avec l'indication d’extrême urgence, l'enquête Cadem montre que 74% de la population chilienne approuve le mariage entre des personnes de même sexe, avec un soutien supérieur à 60% dans tous les secteurs politiques, même la droite,,,.